# Satyrus illecebra
Satyrus illecebra är en fjärilsart som beskrevs av Hans Fruhstorfer 1909. Satyrus illecebra ingår i släktet Satyrus och familjen praktfjärilar. Inga underarter finns listade.